# Hojōjutsu
L'hojojutsu  (捕縄術?, Hojōjutsu) (o nawajutsu (縄術?, Nawajutsu)) è l'arte tradizionale giapponese di imprigionare una persona mediante corde o funi. Comprendente molti materiali diversi, tecniche e metodi di scuole differenti, l'hojōjutsu è un prodotto sui generis della storia e della cultura giapponese.
In quanto arte marziale, l'hojōjutsu è raramente, o mai, insegnato da solo, bensì come parte di un programma di studi di bugei o budō, spesso fra gli studi avanzati del jūjutsu. Le tecniche e i metodi dell'hojōjutsu sono raramente dimostrati al di fuori del Giappone.
Le principali regole dell'hojōjutsu sono quattro:
1. Non lasciare che il prigioniero sciolga le legature.
2. Non causare nessun danno fisico o mentale.
3. Non lasciare che gli altri osservino le tue tecniche.
4. Fa in modo che il risultato sia corretto anche esteticamente.

## Tradizione

### Storia
Nonostante non si sia soliti associare il periodo Edo ad un periodo in cui i diritti umani venivano ampiamente rispettati, in quel tempo legare una persona era considerato un atto molto grave. L'uomo imprigionato provava infatti un forte senso di vergogna e colui che eseguiva la legatura poteva persino essere messo sotto accusa. La situazione era invece del tutto diversa se le legature venivano effettuate senza nodi.

### Le corde
Le corde utilizzate nell'arte dell'hojōjutsu erano di quattro colori, il cui significato è cambiato nel tempo. Secondo la tradizione più antica, che permase fino al periodo Edo, i quattro colori erano associati ciascuno ad una stagione, una direzione cardinale e ad una bestia protettrice della rispettiva stagione e direzione.
| Colore | Stagione  | Direzione | Animale        |
| ------ | --------- | --------- | -------------- |
| Blu    | Primavera | Est       | Dragone blu    |
| Rosso  | Estate    | Sud       | Fenice rossa   |
| Bianco | Autunno   | Ovest     | Tigre bianca   |
| Nero   | Inverno   | Nord      | Tartaruga nera |

Verso la fine del periodo Edo, i colori furono ridotti a due: bianco e indaco, e il loro uso non era quello tradizionale, ma corrispondeva al ramo della forza armata che utilizzava le corde.
Le corde (torinawa (捕り縄?)) erano di tre tipi:
- hon-nawa (本縄?, honnawa), la corda principale
- hayanawa (早縄?, hayanawa), una corda più breve, utilizzata per le legature iniziali
- kaginawa (鈎縄?, kaginawa), una corda uncinata

Le corde utilizzate nella realtà erano fatte di canapa, mentre quelle di seta venivano usate per fare pratica su manichini di paglia o di cartone.

## Tecnica
Fra la metà del 1500 e il tardo 1800 sono esistite più di 150 scuole di hojōjutsu, ciascuna con i propri strumenti e le proprie tecniche.

### La "croce"
La legatura parte dal collo per poi scendere lungo la schiena, fare una curva a "L" verso destra all'altezza del petto e due giri completi attorno al busto (il primo giro include anche le braccia). Infine, fatta passare per l'angolo della "L", la corda viene avvolta attorno ai polsi posizionati dietro la schiena (il polso destro deve trovarsi sopra al sinistro).

### Il "diamante"

Tecnica del diamante

La fune viene piegata nel punto medio, il quale viene posizionato sul pomo d'Adamo. Viene poi incrociata dietro al collo e ciascun capo viene fatto passare attorno ad un braccio per poi scendere verso i polsi, a formare un rombo.

### La "vera da pozzo"
La legatura parte dal collo per poi scendere a zig-zag passando attorno al braccio sinistro, poi attorno a quello destro, per finire avvolta attorno ai polsi.